# Campionato europeo B di football americano 2004
Il campionato europeo B di football americano 2004 (in lingua inglese 2004 American Football European Championship - Pool B), noto anche come Francia 2004 in quanto disputato in tale Stato, è stato la prima edizione del campionato europeo B di football americano per squadre nazionali maggiori maschili organizzato dalla EFAF.
Ha avuto inizio il 23 agosto e si è concluso il 28 agosto 2004 allo Stade Moulonguet di Amiens.

## Stadi
Distribuzione degli stadi del campionato europeo B di football americano 2004
| Amiens               | Stade Moulonguet (Amiens) |
| Stade Moulonguet     | Stade Moulonguet (Amiens) |
| 49°52′49″N 2°18′06″E | Stade Moulonguet (Amiens) |
| Capacità:            | Stade Moulonguet (Amiens) |
| Altitudine:          | Stade Moulonguet (Amiens) |
|                      | Stade Moulonguet (Amiens) |

## Squadre partecipanti
| Pr. | Squadra       | Data di qualificazione | Qualificata in quanto        |
| --- | ------------- | ---------------------- | ---------------------------- |
| 1   | Francia       |                        | Nazione organizzarice        |
| 2   | Gran Bretagna |                        |                              |
| 3   | Spagna        |                        |                              |
| 4   | Russia        |                        | Promossa dall'Europeo C 2003 |

## Risultati
| Amiens 23 agosto 2004, ore 14:00 CEST Incontro 1 | Francia   | 28 – 0 (7-0 0-0 14-0 7-0) referto | Spagna | Stade Moulonguet (512 spett.)\| Arbitro: \| A. Ollila \| |
| Arbitro:                                         | A. Ollila |                                   |        |                                                          |

| Amiens 23 agosto 2004, ore 19:30 CEST Incontro 2 | Gran Bretagna | 24 – 21 (7-7 3-7 0-0 14-7) referto | Russia | Stade Moulonguet (225 spett.)\| Arbitro: \| M. Introini \| |
| Arbitro:                                         | M. Introini   |                                    |        |                                                            |

| Amiens 25 agosto 2004, ore 14:45 CEST Incontro 3 | Spagna      | 0 – 41 (0-7 0-20 0-14 0-0) referto | Gran Bretagna | Stade Moulonguet (212 spett.)\| Arbitro: \| M. Introini \| |
| Arbitro:                                         | M. Introini |                                    |               |                                                            |

| Amiens 25 agosto 2004, ore 19:15 CEST Incontro 4 | Russia    | 6 – 19 (0-6 0-7 0-6 6-0) referto | Francia | Stade Moulonguet (512 spett.)\| Arbitro: \| A. Ollila \| |
| Arbitro:                                         | A. Ollila |                                  |         |                                                          |

| Amiens 28 agosto 2004, ore 14:00 CEST Incontro 5 | Spagna      | 6 – 31 (0-14 0-3 6-0 0-14) referto | Russia | Stade Moulonguet (112 spett.)\| Arbitro: \| M. Introini \| |
| Arbitro:                                         | M. Introini |                                    |        |                                                            |

| Amiens 28 agosto 2004, ore 19:00 CEST Incontro 6 | Gran Bretagna | 18 – 17 (0-7 7-0 0-7 11-3) referto | Francia | Stade Moulonguet (751 spett.)\| Arbitro: \| A. Ollila \| |
| Arbitro:                                         | A. Ollila     |                                    |         |                                                          |

## Classifica
Nelle tabelle: % = Percentuale di vittorie; G = Incontri giocati; V = Vittorie; P = Pareggi; S = Sconfitte; PF = Punti fatti; PS = Punti subiti; DP = Differenza punti.
| Squadra       | %     | G | V | P | S | PF | PS  | DP  |
| ------------- | ----- | - | - | - | - | -- | --- | --- |
| Gran Bretagna | 1.000 | 3 | 3 | 0 | 0 | 83 | 38  | +45 |
| Francia       | .667  | 3 | 2 | 0 | 1 | 64 | 24  | +40 |
| Russia        | .333  | 3 | 1 | 0 | 2 | 58 | 49  | +9  |
| Spagna        | .000  | 3 | 0 | 0 | 3 | 6  | 100 | -94 |

## Campione
| Campione Gran Bretagna promossa nel Campionato europeo A di football americano 2005 in Svezia. |